# Al-Minyā
Al-Minya (àrab: المِنْيَا, al-Minyā) és una ciutat d'Egipte a la riba occidental del Nil, capital de la governació del mateix nom, amb uns 150.000 habitants (més del doble amb els suburbis). És una ciutat comercial situada entre el Nil i el canal d'Ibrahim. L'activitat principal n'és l'agricultura.
La ciutat és anomenada «el Pont d'Egipte» (àrab: عروس الصعيد, ʿArūs aṣ-Ṣaʿīd) perquè és entre l'Egipte mitjà i l'Alt Egipte. És 246 km al sud del Caire. Té algunes indústries químiques, tèxtils (cotó), d'alimentació, perfums i processament del sucre. La ciutat té universitat. La ciutat té un museu i serveix de base per les visites turístiques a Beni Hasan, Hermòpolis Magna i Tell al-Amarna. A l'altre costat del riu hi la ciutat de Kom al-Kefara on hi ha algunes tombes de l'Imperi mitjà. El cementiri musulmà i cristià de Zawyet al-Maiyitin (‘Racó dels Morts’) és a uns 7 km al sud i és considerat un dels més grans cementiris del món; el poble fidel a les tradicions, s'enterra en aquest lloc; una mica més al sud es troba el lloc anomenat Kom al-Ahmar (‘el Turó Vermell’) que cal diferenciar del lloc del mateix nom que fou l'antiga Nekhen (Hieracòmpolis), on hi ha algunes tombes que corresponen a dignataris de la ciutat d'Hebenu. Finalment, més al sud encara, hi ha algunes tombes del mateix període al llogaret de Nueirat.
No queden restes de l'antiga ciutat egípcia anomenada Menat-Kufu (‘la dida de Kufu o Kheops’). L'espai principal de la ciutat és la Corniche, l'avinguda al costat del Nil. La principal mesquita és la d'Al-Umra, la més antiga; una altra mesquita és la d'Al-Lamati. S'acostuma a fer servir de base per les visites a Beni Hasan i Tell al-Amarna.